# Linie následnictví finského trůnu

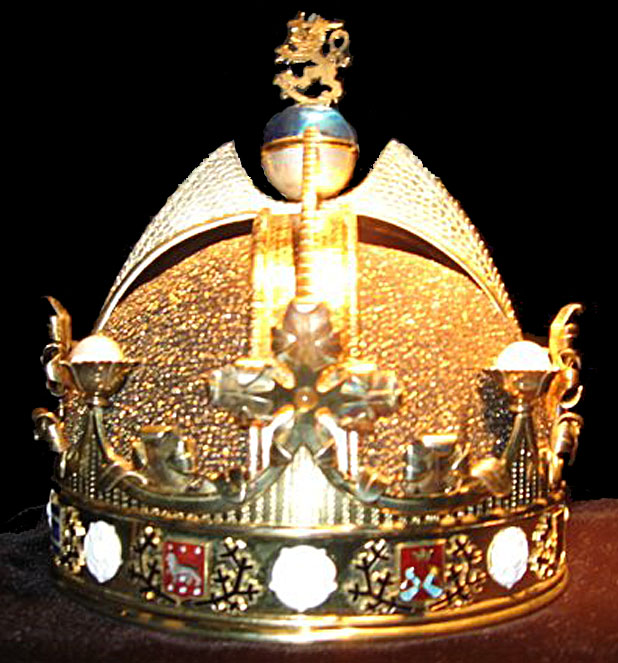
Finská královská koruna

Následnictví finského trůnu není v současnosti jasně dané a to především z důvodu, že současné Finsko je již od roku 1918 nepřetržitě republikou. Předchůdcem současného Finska bylo Finské velkoknížectví (či velkovévodství), které bylo autonomní součástí ruské říše až do roku 1917. Skutečně nezávislá finská monarchie ale nikdy neexistovala. Nejblíže k tomu bylo Finsko po vyhlášení nezávislosti na Rusku v roce 1918.

## Potenciální následníci
Pretendentem (nárokovatelem) finského trůnu (at' královského či velkoknížecího) by mohl být pravděpodobně potomek:
- cara-velkoknížete Mikuláše I.
  - dle pravidel carského následnictví – hlava rodu, polosalický potomek, ovšem není jasné, kdo je právoplatnou hlavou carské rodiny; viz následnictví ruského trůnu, hlavní nárokovatelé tohoto postu
    - Marie Vladimirovna (* 1953) a její syn Jiří
    - Mikuláš Kirillovič / Karel Emich Leiningenský (* 1952)

  - nebo primogeniturní potomek Mikuláše I. a to mužští potomci velkokněžny Xenie Alexandrovny (sestra cara-velkoknížete Mikuláše II.), shodou okolností v mužské (agnatické) linii potomci Mikuláše I.
    - Andrej Andrejevič (1923–2021) vnuk Xenie Alexandrovny, další v řadě by byli jeho synové a synové jeho bratranců

nebo
- zvoleného krále Fridricha Karla Hesenského
  - pravděpodobně primogeniturní potomek a tedy hlava rodu Hesenských princ Donatus Hesenský (* 1966) a jeho nejstarší syn Moritz
  - nebo jeho druhorozený bratr Filip (* 1970) a jeho syn Tito

## Historický vývoj

### Finské velkoknížectví v unii s Ruskem
Součástí ruského impéria se Finsko stalo v roce 1809, kdy bylo Rusku odstoupeno Švédskem, které prohrálo tzv. finskou válku s Ruskem. Do té doby byl finským velkovévodou vždy švédský král. Pro samotné Finsko a jeho obyvatele z toho neplynula žádná autonomie či samospráva. Ta přišla až s přechodem pod ruskou suverenitu v roce 1809. Smlouvou v Hamině (Fredrikshamnský mír) uzavřenou 17. září 1809 byla švédská říše nucena vzdát se Finska ve prospěch Ruska. Už předtím, 28. března 1809, ruský car Alexandr I. potvrdil na stavovském shromáždění v městě Porvoo Finsku celou řadu privilegií a práv pocházejících z doby švédské nadvlády (jako byla například existence stavovského sněmu, vlastní zákony) a ustavil Finské velkoknížectví jakožto autonomní provincii v rámci Ruska. Roku 1816 se pak car zavázal, že státoprávní statut darovaný Finsku bude dodržován i ze strany jeho následníků na trůnu.
Finsko tak bylo spravováno podle ustanovení původně švédské ústavy z roku 1772, která byla v roce 1809 na území tehdejšího Finska v platnosti. Ruský car vládl ve Finsku formou personální unie jako konstituční monarcha s titulem velkoknížete prostřednictvím jím jmenovaného generalního guvernéra. V praxi se však jednalo o unii reálnou, neboť do kompetencí cara-velkoknížete patřila jak obrana, tak zahraniční politika, která tak byla řízena z centra celého impéria.
Stejně tak byla linie následnictví trůnu stanovena dle ruského následnického řádu. Finsko vlastní definici následnictví nemělo. Tím se také předešlo potenciální možnosti rozdělení obou trůnů, finského a ruského. Z genealogického hlediska byli navíc ruští carové od Petra III. nejpřímějšími potomky švédských králů, kteří byli formálně také velkovévodové finští.

### Následníci carského a velkoknížecího trůnu v roce 1917
- car Mikuláš I. (1796–1855)
  -  car Alexandr II. (1818–1881) - hlavní větev - Alexandrovičové
    -  car Alexandr III. (1845–1894
      -  car Mikuláš II. (1868–1918)
        -  (1) Alexej Nikolajevič, následník cesarevič (1904–1918)

      -  (2) velkokníže Michail Alexandrovič (1878–1918)

    - velkokníže Vladimír Alexandrovič (1847–1907) - větev Vladimirovičové
      - (3) velkokníže Kirill Vladimirovič (1876–1938)
        -  (4) kníže Vladimir Kirillovič (1917–1992)

      - (5) velkokníže Boris Vladimirovič (1877–1943)
      -  (6) velkokníže Andrej Vladimirovič (1879–1956)

    -  (7) velkokníže Pavel Alexandrovič (1860–1919)
      -  (8) velkokníže Dmitrij Pavlovič (1891–1941)

  - velkokníže Konstantin Nikolajevič (1827–1892) - větev Konstantinovičové
    - velkokníže Konstantin Konstantinovič (1858–1915)
      - (9) kníže Ivan Konstantinovič (1877–1943)
        -  (10) kníže Vševoloď Ivanovič (1914–1973)

      - (11) kníže Gabriel Konstantinovič (1887–1955)
      - (12) kníže Konstantin Konstantinovič (1891–1918)
      - (13) kníže Igor Konstantinovič (1894–1918)
      -  (14) kníže Georgij Konstantinovič (1903–1938)

    -  (15) velkokníže Dimitrij Konstantinovič (1860–1919)

  - velkokníže Nikolaj Nikolajevič (1831–1891) - větev Nikolajevičové
    - (16) velkokníže Nikolaj Nikolajevič (1856–1929)
    -  (17) velkokníže Petr Nikolajevič (1864–1931)
      -  (18) kníže Roman Petrovič - (1896–1978)

  -   velkokníže Michail Nikolajevič (1832–1909) - větev Michailovičové
    - (19) velkokníže Nikolaj Michajlovič (1859–1919)
    - (20) velkokníže Michail Michailovič (1861–1929)
    - (21) velkokníže Georgij Michailovič (1863–1919)
    - (22) velkokníže Alexandr Michailovič (1866–1933), švagr cara Mikuláše II.
      - (23) kníže Andrej Alexandrovič (1897–1981)
      - (24) kníže Fjodor Alexandrovič (1898–1968)
      - (25) kníže Nikita Alexandrovič (1900–1974)
      - (26) kníže Dimitrij Alexandrovič (1901–1980)
      - (27) kníže Rostislav Alexandrovič (1902–1978)
      -  (28) kníže Vasilij Alexandrovič (1907–1989)

    -  (29) velkokníže Sergej Michailovič (1869–1918)

### Nezávislé Finsko
Linie následnictví finského trůnu by tak byla jasná, jelikož Finsko na rozdíl od další autonomní části ruského impéria Polského království neprošlo protiruským povstáním a tak zůstala jeho autonomie zachována a bylo ušetřeno výrazné rusifikace, jejíž případná větší intenzita byla záležitostí politiky aktuálního generální guvernéra (např. Bobrikov a Seyn). Narušení jasného následnického řádu došlo v důsledku první světové války, kdy v samotném Rusku došlo k sesazení carské rodiny z trůnu celého impéria a následnému zániku impéria samotného. To vyústilo ve Finsku k příznivé situaci pro vyhlášení nezávislosti, kterou podporoval i poslední finský generální gubernátor Nikolaj Někrasov. A tak když po Únorové revoluci, abdikoval car-velkokníže Mikuláš II. tak podle finských politiků byla rusko-finská unie v důsledku prázdného trůnu u konce, jelikož cara Mikuláše na trůnu nevystřídal ani jeho syn Alexej ani bratr Michail. v důsledku absence vlastního následnického řádu ani nemohl na trůn usednou nikdo jiný než ruský car a při neobsazenosti ruského trůnu logicky zůstal neobsazený i trůn finský. Finští politici tedy předpokládali, že carovy pravomoci budou přesunuty na Finský parlament, což však ruská dočasná vláda nemohla přijmout.
V parlamentu socialisté podali návrh, který omezoval ruský vliv na domácí události, ale nijak se nedotkl moci ruské vlády v záležitostech obrany a zahraniční politiky. Pro Prozatímní vládu ale byl příliš radikální. Došlo tak ke sporu s ruskou prozatímní vládou, který skončil až díky Říjnové revoluci, která zcela změnila dosavadní situaci. 15. listopadu 1917 bolševici vyhlásili obecné právo na sebeurčení včetně práva na úplné odtržení pro všechny národy Ruska. Kvůli obavám z vývoje v Rusku a doma ve Finsku navrhl nesocialistický senát parlamentu Vyhlášení nezávislosti Finska, se kterým parlament souhlasil 6. prosince. Ruská revoluční vláda vyhlášení o nezávislosti přijala až téměř po měsíci, 4. ledna 1918. Německo a skandinávské státy nezávislost Finska vzápětí uznaly také.
Finsko prošlo od ledna do května 1918 krátkou, ale hořkou občanskou válku (finsky sisällissota). Finská vláda porazila socialistické povstání rudých, kteří vyhlásili Finskou socialistickou dělnickou republiku. Vůdcem bílých byl Pehr Evind Svinhufvud a jejich velitelem generál baron Carl Gustaf Emil Mannerheim (oba regenti). Vítězství bílých v občanské válce bylo dosaženo za podpory císařského Německa.
Jelikož ve Finsku neproběhla revoluce jako např. v Rusku, bylo Zemské zřízení Gustava III. vykládáno jako platné a panovnická moc byla svěřena regentovi do doby, než bude řádně zvolen panovník nyní již nezávislého Finského království. Prvním regentem byl v květnu 1918 zvolen Pehr Evind Svinhufvud. Ten posléze jmenoval Paasikiviho promonarchistickou vládu. Ovšem ani jeden z návrhů konstituční monarchie nezískal v parlamentu pětišestinovou potřebnou většinu. Po druhém neúspěchu tak vláda začala urychleně hledat nového panovníka podle Zemského zřízení z roku 1772. Zcela tak opomenuli možné nároky dalších ruských velkoknížat v pořadí za rodinou cara-velkoknížete Mikuláše II., kteří byli ještě v roce 1916 v pořadí následnictví carského a tím pádem i finského trůnu (viz předchozí kapitola). Stejně tak nebylo uvažováno o návratu k vládci švédského původu, přestože v sousedním Švédsku došlo již krátce po ztrátě Finska k výměně vládnoucí dynastie a nástupu francouzského rodu Bernadotte.

### Kandidát na trůn
Jelikož se o žádném Finovi jako králi nedalo uvažovat, přestože někteří monarchisté doufali, že by se králem stát sám baron Mannerheim (on tuto možnost sám jako monarchista odmítl), musela se vláda obrátit do zahraničí. Volba padla přirozeně na císařské Německo Finští politici, kteří byli do jisté míry „císařštější než císař“, se nechtěli spokojit jako králem s nikým menším než samotným synem císaře Viléma II. princem Oskarem. Za tímto účelem také regent Svinhufvud navštívil Viléma II. a přesvědčoval ho, aby souhlasil s Oskarovým nástupem na trůn. Pro německou stranu by ale takový krok byl velice riskantní a tak se Finové museli porozhlédnout jinde.
Nakonec se Finové spokojili s "pouhým" švagrem císaře Viléma II., hesensko-kasselským lankrabětem Fridrichem Karlem, který jako švagr císaře Viléma II. představoval pro Finy německou podporu a navíc byl luterán jako většina Finů. Z genealogického hlediska byla vzhledem k politické volbě kandidáta situace horší. Nejbližší spojení s předchozími panovníky Finska byla jeho prabába v ženské linii Marie Pavlovna (1786–1859), která byla sestrou carů-velkoknížat Alexandra I. a Mikuláše I.
A tak tedy 9. října 1918 finský parlament nabídl Fridrichu Karlovi skutečně novou finskou korunu. Fridrich Karel by jako král vládl pod jménem Väinö I., Karel (Kaarle I) nebo Fredrik Kaarle. Bylo také v plánu oženit jeho druhorozeného syna Wolfganga (1896–1989), budoucího následníka trůnu, který měl odjet s rodiči do Finska s finskou šlechtičnou.
Než ale mohla budoucí královská rodina odjet do Finska došlo k německé prohře ve válce a následkem listopadové revoluce k pádu německých monarchií což změnilo politickou situaci nejen v Německu ale i Evropě včetně Finska. A tak se na doporučení finského premiéra Lauri Ingmana (ač monarchista), Fridrich Karel 14. prosince 1918 vzdal nároku na korunu a království, kde prakticky nevládl a ani se na jeho území nikdy nenacházel. Ve finských volbách následujícího roku vyhráli republikáni a formální monarchii zrušili a došlo k ustanovení republiky, která trvá ve Finsku doposud a otázka pretendenta a následníka finského trůnu zůstává nedořešena.

## Rodokmen potenciálních následníků
- Karel IX. (1550–1611)
  -  Gustav II. Adolf (1594–1632)
    -  Kristýna I. (1626–1689)

  - Kateřina Švédská (1584–1638)
    -  Karel X. Gustav (1622–1660)
      -  Karel XI. (1655–1697)
        -  Karel XII. (1682–1718)
        -  Hedvika Žofie (1681–1708)
          -  Karel Fridrich Holštýnsko-Gottorpský (1700–1739)
            -  car Petr III. Ruský (1728–1762)
              -  car Pavel I. Ruský (1754–1801)
                -  Alexandr I. (1777–1825), polským králem od 1815
                -  Mikuláš I. (1796–1855)
                  -  Alexandr II. (1818–1881)
                    -  Alexandr III. (1845–1894)
                      -  Mikuláš II. (1868–1918)
                        -  Alexej Nikolajevič, následník-cesarevič (1904–1918)

                      - car/velkokníže Michail Alexandrovič (1878–1918)
                      -  velkokněžna Xenie Alexandrovna (1875–1960)
                        - kníže Andrej Alexandrovič (1897–1981) - větev Michailovičové
                          -  kníže Andrej Andrejevič(*1923), nárokovatel trůnu
                            - kníže Alexej Andrejevič (*1953)
                            - kníže Petr Andrejevič (*1961)
                            -  kníže Andrej Andrejevič (*1963)

                        - kníže Rostislav Alexandrovič (1902–1978)
                          - kníže Rostislav Rostislavovič (1938–1999)
                            - kníže Rostislav Rostislavovič (*1985)
                            -  kníže Nikita Rostislavovič (*1987)

                          - kníže Nikolaj Rostislavovič (1945–2000)
                            - kníže Nikolaj Nikolajevič (*1968)
                            -  kníže Daniel Nikolajevič (*1972)
                              -  kníže Jackson Daniel (*2009)

                    - velkokníže Vladimír Alexandrovič (1847–1907) - větev Vladimirovičové (†1992)
                      -  velkokníže Kirill Vladimirovič (1876–1938), hlava rodu 1924 až 1938
                        - velkokníže Vladimir Kirillovič (1917–1992), hlava rodu 1938 až 1992
                          -  velkokněžna Marie Vladimirovna (*1953), nárokovatel trůnu
                            -  velkokníže Jiří Michailovič (*1981)

                        - velkokněžna Marie Kirillovna (1907–1951)
                          -  Emich Kirill Leiningenský (1926–1991)
                            -  Mikuláš Kirillovič / Karel Emich Leiningenský (*1952), nárokovatel trůnu jako Mikuláš III.
                              -  princ Emich Nikolajevič Leiningenský (*2010)

                        -  velkokněžna Kira Kirillovna (1909–1967)
                          - princ Ludvík Ferdinand Pruský (1944–1977)
                            -  princ Jiří Fridrich Pruský (*1976), pretendent pruského trůnu, hlava Hohenzollernů
                              - princ Karel Fridrich Pruský (*2013)
                              - princ Ludvík Ferdinand Pruský (*2013)
                              -  princ Jindřich Albert Pruský (2016)

                          -  princ Kristián Zikmund Pruský (*1946)
                            -  princ Kristián Ludvík Pruský (*1986)

                  - velkokníže Nikolaj Nikolajevič (1831–1891) - větev Nikolajevičové
                    -  velkokníže Petr Nikolajevič (1864–1931)
                      -  kníže Roman Petrovič - (1896–1978)
                        -  kníže Dimitrij Romanovič - (1926-2016)

                  -   velkokníže Michail Nikolajevič (1832–1909) - větev Michailovičové
                    - velkokníže Alexandr Michailovič (1866–1933), švagr cara Mikuláše II.
                      - kníže Andrej Alexandrovič (1897–1981)
                        -  kníže Andrej Andrejevič(*1923), nárokovatel trůnu
                          - kníže Alexej Andrejevič (*1953)
                          - kníže Petr Andrejevič (*1961)
                          -  kníže Andrej Andrejevič (*1963)

                      - kníže Rostislav Alexandrovič (1902–1978)
                        - kníže Rostislav Rostislavovič (1938–1999)
                          - kníže Rostislav Rostislavovič (*1985)
                          -  kníže Nikita Rostislavovič (*1987)

                        - kníže Nikolaj Rostislavovič (1945–2000)
                          - kníže Nikolaj Nikolajevič (*1968)
                          -  kníže Daniel Nikolajevič (*1972)
                            -  kníže Jackson Daniel (*2009)

                -  Marie Pavlovna (1786–1859)
                  -  Marie Sasko-Výmarsko-Eisenašská (1808–1877)
                    -  Anna Pruská (1836–1918)
                      -  Fridrich Karel Hesenský (1868–1940), zvolený král Finska
                        - Filip Hesenský (1896–1980)
                          - Moritz Hesenský (1926–2013)
                            - Donatus Hesenský (*1966), hlava rodu hesenských
                              - Moritz Hesenský (*2007)
                              -  August Hesenský (*2012)

                            -  Filip Hesenský (*1970)
                              -  Tito Hesenský (*2008)

    - Kristýna Magdalena (1616–1662)
      - Fridrich VII. Magnus (1647–1709)
        - Albertina Frederika (1682–1755)
          -  Adolf I. Fridrich (1710–1771)
            -  Gustav III. (1746–1792)
              -  Gustav IV. Adolf (1778–1837)
                - Žofie Vilemína (1801–1865)
                  - Cecilie Bádenská (1839–1891)
                    - velkokníže Alexandr Michailovič (1866–1933), švagr cara Mikuláše II.
                      - kníže Andrej Alexandrovič (1897–1981)
                        -  kníže Andrej Andrejevič (1923–2021), nárokovatel trůnu 
                          - kníže Alexej Andrejevič (*1953)
                          - kníže Petr Andrejevič (*1961)
                          -  kníže Andrej Andrejevič (*1963)

                      - kníže Rostislav Alexandrovič (1902–1978)
                        - kníže Rostislav Rostislavovič (1938–1999)
                          - kníže Rostislav Rostislavovič (*1985)
                          -  kníže Nikita Rostislavovič (*1987)

                        - kníže Nikolaj Rostislavovič (1945–2000)
                          - kníže Nikolaj Nikolajevič (*1968)
                          -  kníže Daniel Nikolajevič (*1972)
                            -  kníže Jackson Daniel (*2009)

            -  Karel XIII. (1748–1818)